# Apple Icon Image
Apple Icon Image (icns) est le format d'icône utilisé par Apple sur Mac OS X. Il supporte des icônes de dimension 16×16, 32×32, 48×48, 128×128, 256×256, 512×512, et 1024×1024 pixels, avec des masques alpha pour gérer la transparence ainsi que la gestion de plusieurs états d'un même icône (exemple : un dossier ouvert ou fermé).

## Structure du fichier
Le format du fichier contient un entête de 8 bytes, suivie d'un ensemble d'icônes.

### Entête
| Offset | Taille | Description                                    |
| ------ | ------ | ---------------------------------------------- |
| 0      | 4      | Magic, doit être icns (0x69, 0x63, 0x6e, 0x73) |
| 4      | 4      | Taille du fichier, en bytes                    |

### Données de l'icône
| Offset | Taille   | Description                           |
| ------ | -------- | ------------------------------------- |
| 0      | 4        | Type d'icône, voir OSType ci-dessous. |
| 4      | 4        | Taille des données, en bytes          |
| 8      | Variable | Donnée de l'icône                     |

### Compression
Au fur et à mesure, le format a été amélioré pour supporter la compression. Les données des icônes de type 32-bit (is32 , il32 , ih32 , it32 ) sont souvent compressées par un algorithme de codage par plages.

### Type d'icône
| OSType (en)                                 | Taille (bytes) | Dimension (pixels) | Version d'OS | Description                                                                 |  |
| ------------------------------------------- | -------------- | ------------------ | ------------ | --------------------------------------------------------------------------- |  |
| ICON                                        | 128            | 32                 | 1.0          | 32×32 1-bit mono icon                                                       |  |
| ICN␣(le glyphe « ␣ » représente une espace) | 256            | 32                 | 6.0          | 32×32 1-bit mono icon, 1-bit mask                                           |  |
| icm␣(le glyphe « ␣ » représente une espace) | 24             | 16                 | 6.0          | 16×12 1 bit mask                                                            |  |
| icm4                                        | 96             | 16                 | 7.0          | 16×12 4 bit icon                                                            |  |
| icm8                                        | 192            | 16                 | 7.0          | 16×12 8 bit icon                                                            |  |
| ics␣(le glyphe « ␣ » représente une espace) | 32             | 16                 | 6.0          | 16×16 1-bit mask                                                            |  |
| ics4                                        | 128            | 16                 | 7.0          | 16×16 4-bit icon                                                            |  |
| ics8                                        | 256            | 16                 | 7.0          | 16x16 8 bit icon                                                            |  |
| is32                                        | varie (768)    | 16                 | 8.5          | 16×16 24-bit icon                                                           |  |
| s8mk                                        | 256            | 16                 | 8.5          | 16x16 8-bit mask                                                            |  |
| icl4                                        | 512            | 32                 | 7.0          | 32×32 4-bit icon                                                            |  |
| icl8                                        | 1,024          | 32                 | 7.0          | 32×32 8-bit icon                                                            |  |
| il32                                        | varies (3,072) | 32                 | 8.5          | 32x32 24-bit icon                                                           |  |
| l8mk                                        | 1,024          | 32                 | 8.5          | 32×32 8-bit mask                                                            |  |
| ich␣(le glyphe « ␣ » représente une espace) | 288            | 48                 | 8.5          | 48×48 1-bit mask                                                            |  |
| ich4                                        | 1,152          | 48                 | 8.5          | 48×48 4-bit icon                                                            |  |
| ich8                                        | 2,304          | 48                 | 8.5          | 48×48 8-bit icon                                                            |  |
| ih32                                        | varie (6,912)  | 48                 | 8.5          | 48×48 24-bit icon                                                           |  |
| h8mk                                        | 2,304          | 48                 | 8.5          | 48×48 8-bit mask                                                            |  |
| it32                                        | varie (49,152) | 128                | 10.0         | 128×128 24-bit icon                                                         |  |
| t8mk                                        | 16,384         | 128                | 10.0         | 128×128 8-bit mask                                                          |  |
| ic07                                        | varie          | 256                | 10.8         | 128x128@2x icône "retina" au format JPEG 2000 ou PNG                        |  |
| ic08                                        | varie          | 256                | 10.5         | 256×256 icon format JPEG 2000 ou PNG                                        |  |
| ic09                                        | varie          | 512                | 10.5         | 512×512 icône au format JPEG 2000 ou PNG                                    |  |
| ic10                                        | varie          | 1024               | 10.7         | 1024×1024 (ou 512x512@2x pour mac os 10.8) icône au format JPEG 2000 ou PNG |  |
| ic11                                        | varie          | 32                 | 10.8         | 16x16@2x icône "retina" au format JPEG 2000 ou PNG                          |  |
| ic12                                        | varie          | 64                 | 10.8         | 32x32@2x icône "retina" au format JPEG 2000 ou PNG                          |  |
| ic13                                        | varie          | 256                | 10.8         | 128x128@2x icône "retina" au format JPEG 2000 ou PNG                        |  |
| ic14                                        | varie          | 512                | 10.8         | 256x256@2x icône "retina" au format JPEG 2000 or PNG format                 |  |

- Les valeurs entre parenthèses () représentent la taille décompressée des données de l'icône.

### Autre types
| OSType (en)                                 | Taille (bytes) | Description                                                                                        |
| ------------------------------------------- | -------------- | -------------------------------------------------------------------------------------------------- |
| TOC␣(le glyphe « ␣ » représente une espace) | varie          | "Table of Contents"(Table des matières) une liste de toutes les images (ajouté dans Mac OS X 10.7) |
| icnV                                        | 4              | 4-byte big endian float - contient la version d'Icon Composer qui a créé l'icône                   |